# Sinomantis denticulata
Sinomantis denticulata es una especie de mantis de la familia Iridopterygidae. Es la única especie del género Sinomantis.

## Distribución geográfica
Se encuentra en China.